# Schloss Holckenhavn

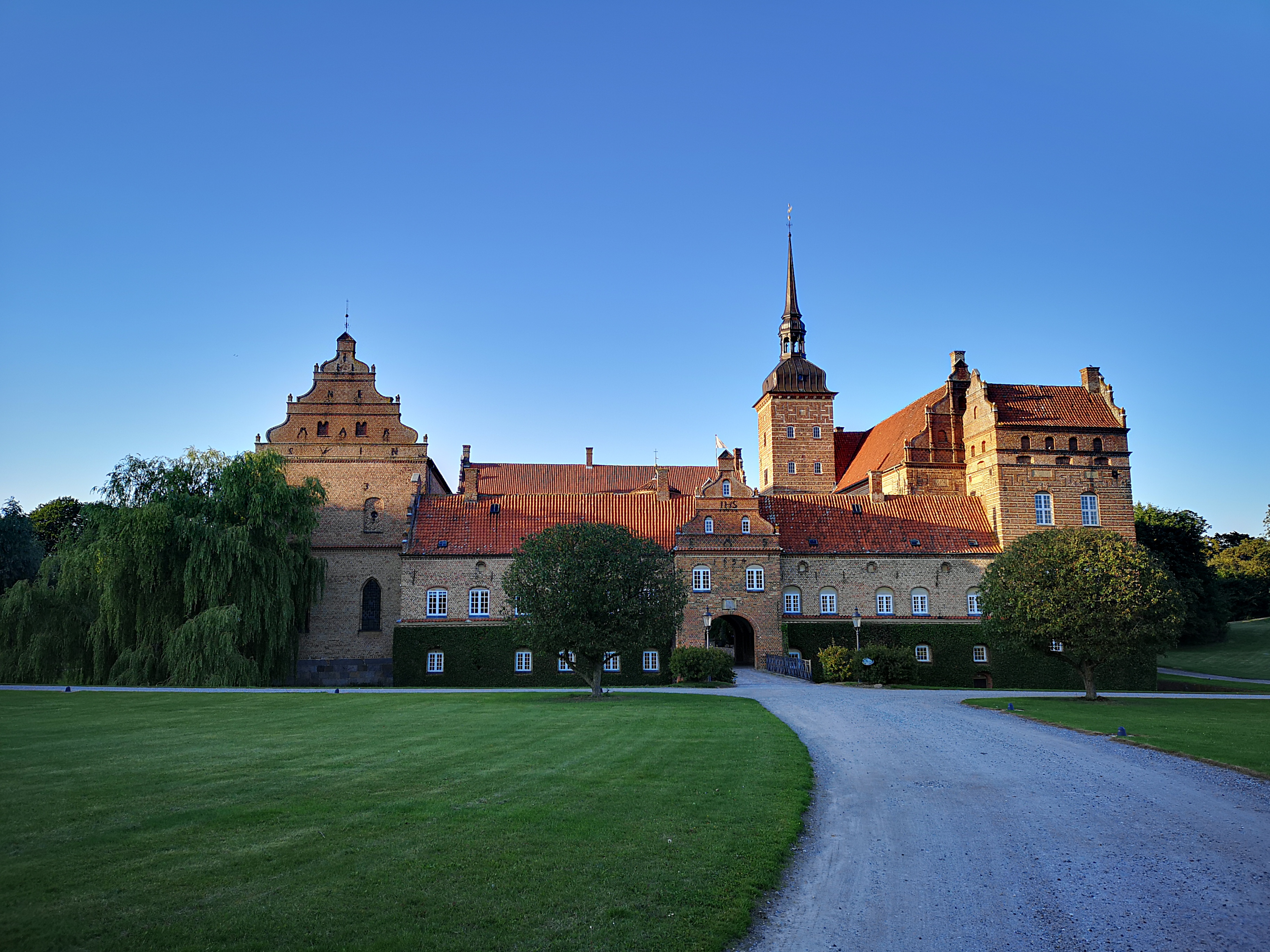
Schloss Holckenhavn, Ansicht von Westen

Das Schloss Holckenhavn (dänisch Holckenhavn Slot) ist ein Renaissanceschloss aus dem 17. Jahrhundert, ca. 4 km südlich von Nyborg (Fünen in Dänemark) gelegen.

## Beschreibung
Das Gebäude besteht aus vier Flügeln auf nahezu quadratischem Umriss um einen Innenhof. Sie sind von einem Wassergraben umgeben, über den eine breite Steinbrücke in West-Ost-Richtung in den Schlosshof führt. Das Schloss befindet sich in Privatbesitz und wird als Konferenzzentrum oder für Feiern genutzt.
Die zugehörigen Güter umfassen 920 ha, davon 380 ha Wald und 400 ha landwirtschaftliche Fläche mit ökologischem Anbau (keine Tierhaltung).

## Geschichte

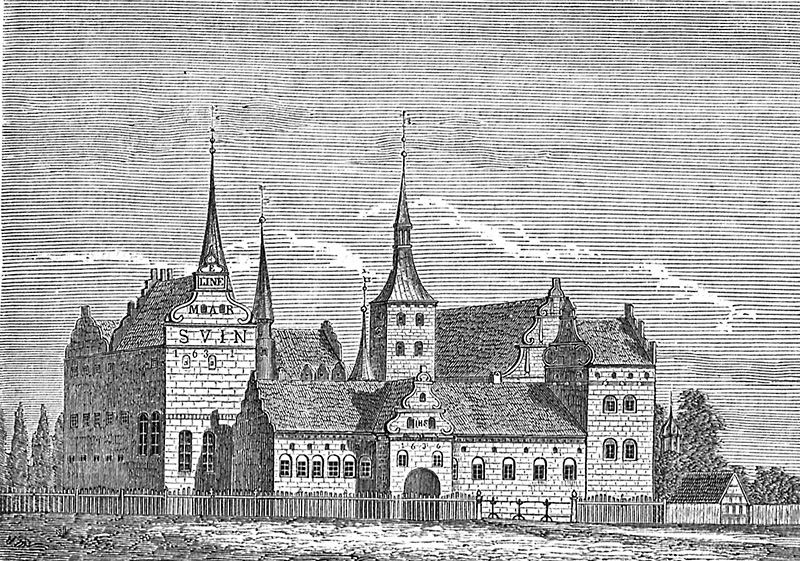
Schloss Ellensborg zur Zeit von Ellen Marsvin

Der Hof ist seit ca. 1300 als Kogsbølle bekannt. Der dänische Reichsrat und Reichskanzler Jakob Ulfeldt (1535–1593) erwarb den Hof, der nach ihm Ulfeldtsholm benannt wurde. Um 1580 ließ er östlich des alten Hofes in die Nähe des Ufers des Großen Belts Ost- und Nordflügel mit einer Renaissancefassade sowie den Glockenturm durch den Baumeister Domenicus Badiaz erbauen. 
1616 kaufte Ellen Marsvin (1572–1649) den Besitz und ließ 1631 den Westflügel und 1634 den Portalbau errichten. Sie benannte den von ihr bis zu ihrem Tod bewohnten Herrensitz in Schloß Ellensborg um. Der Giebel des Westflügel trägt als Maueranker ihren Namen Marsvin. Ihr verdankt das Schloss auch einen Großteil seiner kostbaren Ausstattung, den Rittersaal und die Schlosskapelle, die der Bildschnitzer Hans Dreyer 1637 ausstattete. 
1672 erwarb Eiler Holck das nun Holckenhavn Slot genannte Anwesen, das sich seither im Besitz der Familie Holck befindet. Das Gut wurde zur Baronie Holckenhavn erhoben, die 1921 aufgelöst wurde.